# Tupadly (powiat Mielnik)
Tupadly – gmina w Czechach, w powiecie Mielnik, w kraju środkowoczeskim. Według danych z dnia 1 stycznia 2013 liczyła 137 mieszkańców.